# Libental, Odesa
Libental (în ucraineană Лібенталь, în germană Liebenthal) este un sat în comuna Maiakî din raionul Odesa, regiunea Odesa, Ucraina. Anterior a purtat denumirea Lenintal.

## Demografie
Componența lingvistică a localității Libental
     Ucraineană (91,79%)
     Rusă (5,31%)
     Română (2,9%)
Conform recensământului din 2001, majoritatea populației localității Libental era vorbitoare de ucraineană (91,79%), existând în minoritate și vorbitori de rusă (5,31%) și română (2,9%).